# Wilhelm Mannhardt

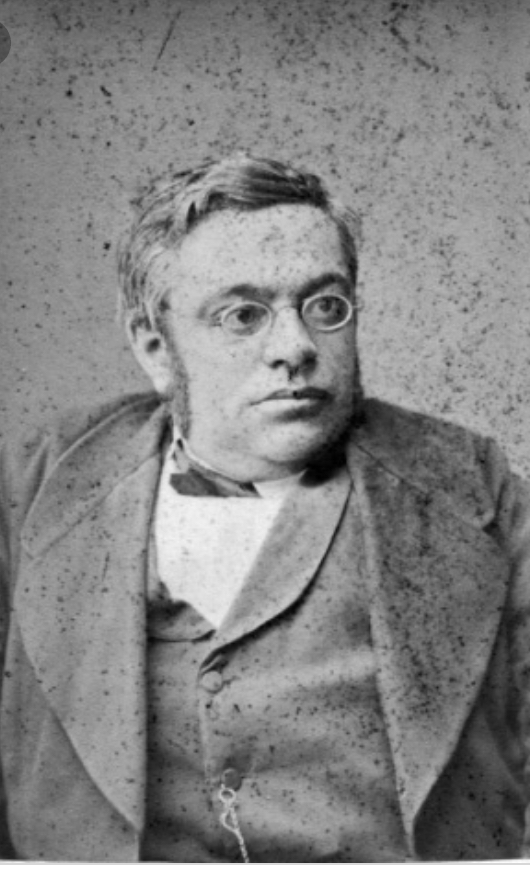
Wilhelm Mannhardt

Johann Wilhelm Emanuel Mannhardt (* 26. März 1831 in Friedrichstadt; † 25. Dezember 1880 in Danzig) war ein deutscher Volkskundler, Mythologe und Bibliothekar.

## Jugend und Studium
Mannhardt war Sohn eines Mennonitenpredigers, der 1836 eine Stellung in Danzig annahm. Der junge Mannhardt litt von Geburt an unter einer starken Rückenverkrümmung und Asthma, was ein lebenslanges Herzleiden nach sich zog. Von 1842 bis 1851 besuchte er das Gymnasium, musste aber krankheitsbedingt häufig den Schulbesuch unterbrechen und Privatunterricht nehmen. Bereits während seiner Schulzeit interessierte er sich stark für Volksüberlieferungen, worin er durch die Urgroßmutter und die Mutter bestärkt wurde. Auch die großen Mythen (Odyssee, Edda, Nibelungenlied und Ossian) begeisterten ihn. Grimms Mythologie sollte wegweisend für ihn werden. Noch während seiner Gymnasialzeit sammelte er „heidnische Alterthümer“ – oder was er dafür hielt – aus dem Volksmund, um auf diese Weise in das Fühlen und Denken der bäuerlichen Bevölkerung einzudringen, denn in dieser Schicht glaubte er, wie auch andere Mythenforscher der Romantik, noch den unverfälschten Geist der alten Germanen lebendig vorzufinden.
Ostern 1851 schrieb sich Mannhardt an der Universität zu Berlin ein und studierte ganz im Sinne von Jacob Grimm Germanische Sprachen, Sanskrit und Geschichte. Zwei Jahre später wechselte er nach Tübingen, wo er 1854 mit einer Arbeit über die altgermanischen Königsnamen promovierte. Er stand bereits in Verbindung mit Fachgenossen wie Jacob Grimm, Karl Müllenhoff, Karl Simrock, Ernst Moritz Arndt und Johann Ludwig Uhland. Zwischen 1853 und 1859 betreute er die Redaktion der vom jung verstorbenen Gesinnungsgenossen Johann Wilhelm Wolf begründeten Zeitschrift für deutsche Mythologie. In dieser Zeitschrift fanden nicht nur Arbeiten über deutsche Sagen und Volkskunde Platz, sondern auch Untersuchungen über den Werwolfglauben und den Vampirmythos. Sein Geld verdiente sich Mannhardt als Hauslehrer in großbürgerlichen und adligen Häusern in Berlin und Schlesien.
Mannhardt habilitierte sich 1857 in Berlin. Von seiner Habilitationsschrift wurde 1858 nur der erste Band gedruckt. Selbst das Fachpublikum war verwirrt von der Fülle und Komplexität seiner Gedankengänge, und dies verhinderte auch den Erfolg auf dem Buchmarkt, obwohl sich die Literatur über altgermanische Mythen beim Bildungsbürgertum durchaus großer Beliebtheit erfreute. Auch seine Darstellung der nordischen Götterwelt blieb auf den ersten Band beschränkt, der 1860 erschien. Im Wintersemester 1859/60 las Mannhardt als Privatdozent an der Universität Halle unentgeltlich über deutsche Mythologie. Hierbei erlitt er einen gesundheitlichen Zusammenbruch. Da auf lange Sicht keine feste Anstellung als ordentlicher Professor in Aussicht war und der Gesundheitszustand sich verschlimmerte, zog er 1862 zu seinen Eltern und nahm 1863 eine Stelle als Bibliothekar in der Danziger Stadtbibliothek an, die bis zu seinem Tod seine Hauptwirkungsstätte blieb. In dasselbe Jahr fällt seine einzige Publikation, in der er sich nicht der Volkskunde, sondern einer politischen Frage widmete. Angesichts des drohenden Krieges um Schleswig-Holstein forderte er für seine Glaubensgemeinschaft das Recht auf Wehrdienstverweigerung.
Seine ersten Werke waren noch sehr geprägt vom wenig kritischen Geist von Jacob Grimm. Durch die Einwirkung von Müllenhof begann er systematisch – vor allem mythische Bräuche im Ackerbau – zu sammeln und zu werten. Um zu den nötigen Informationen zu kommen, benützte er Fragebogen („Bitte an alle Freunde des Volkslebens, über die alten agrarischen Gebräuche und Erntesitten Erkundigungen einzuziehen“; Danzig 1865), befragte Lehrer, Pfarrer und nicht zuletzt auch Soldaten aus den verschiedensten Regionen des Reiches und der angrenzenden Gebiete. Mannhardt bereiste für seine Studien vornehmlich die nördlich und östlich an das Reich angrenzenden Gebiete. Trotz seiner körperlichen Behinderung war Mannhardt ein eifriger Sammler von Sagen und Mythen, sozusagen Volkskundler und Religionsforscher in einer Person, und seine reichen Materialsammlungen sind auch heute noch nicht restlos ausgeschöpft. Sein Werk über die baltische Götterwelt erschien erst 1936 und war selbst für die Fachwelt schwer zugänglich, da der sprachenkundige Mannhardt die Zitate, mit denen er seine Thesen belegte, alle im Original vortrug, d. h. auch in den baltischen Sprachen und auf altrussisch.
Mannhardt war ein Pionier der vergleichenden Methode, „da es zu irrigen Resultaten führen müsse, wenn man sich auf das Studium der Volksüberlieferungen eines einzelnen Landes beschränke“. Daher widmete er sich auch der Mythologie Nordeuropas und des Baltikums.

## Die erste volkskundliche Fragebogenaktion
In seinem Denksystem durchbrach er Grimms Vorstellung von einer statischen, d. h. unhistorischen Mythenwelt, die „als unverrückbar festes System seit dem Altertum bis in die Gegenwart hineinrage“, und führte das Prinzip der Entwicklung ein, die eine dauernde Veränderung, Brechung und Überlagerung der alten Stoffe im gesamten indogermanischen Überlieferungsraum mit berücksichtigte. Eine solche Betrachtungsweise erforderte jedoch eine viel breitere Materialbasis als die Brüder Grimm herangezogen hatten. Mannhardt forderte, man müsse parallel zu den Monumenta Germaniae Historica ein ähnliches Sammelwerk unter dem Titel „Monumenta Mythica Germaniae“ herausgeben, in welchem jede einzelne Volkstradition, Sage und Mythe „Gau bei Gau, Ort bei Ort“ aufgeschrieben und so weit wie möglich in die Vergangenheit zurückverfolgt werden sollte. Dazu entwickelte er einen Fragebogen mit 35 Fragen. Diesen verschickte er 1865 in 150.000 Exemplaren durch ganz Deutschland und die angrenzenden Länder. Mannhardt verzeichnete einen geringen Rücklauf von nur 2.500 Exemplaren, teilweise aber mit sehr ausführlichen Antworten. Es handelte sich um die erste groß angelegte volkskundliche Fragebogenaktion. Erst in den späten 1920er Jahren wurde ein ähnliches Projekt konzipiert, der Atlas der deutschen Volkskunde, diesmal aber mit einem ausreichend ausgestatteten Budget und einem entsprechenden Mitarbeiterstamm. Mannhardts Ziel war es, die Mythologie vom Verdacht, sie basiere nur auf romantischen Spekulationen, zu befreien und in dem Zeitalter, das sich zunehmend an den exakten Naturwissenschaften orientierte, als eine ernst zu nehmende empirische Wissenschaft zu etablieren.
Als Ansatzpunkt hatte Mannhardt zunächst die Erntesitten ausgewählt, die in ältester Zeit wurzeln, die er aber in dem „erfreulichen Fortschritt der rationellen Landwirtschaft immer mehr verschwinden“ sah, wie er einleitend in seinem Fragebogen schrieb. Auch während seiner Reisen nach Norwegen, Schweden, Holland, ins Baltikum und nach Russland hatte er stets die Fragebögen bei sich. Während der Einigungskriege (1864, 1866 und 1870–71) besuchte er auch Gefangenenlager in der Umgebung Danzigs, um den dort internierten Dänen, Bayern, Österreichern und Franzosen seinen Fragebogen vorzulegen. Das preußische Kulturministerium finanzierte das Unternehmen mit einem Zuschuss, jedoch reichte dieser nicht zur Deckung der Kosten seiner Forschungsarbeit.
Als erstes Resultat der Fragebogenauswertung veröffentlichte er bis 1867 die Schriften Roggenwolf und Roggenhund und Die Korndämonen. 1875 erschien der erste Band seiner Wald- und Feldkulte, 1877 folgte der zweite Band. Da niemand außer Mannhardt über einen so enzyklopädischen Überblick verfügte, konnten diese Arbeiten von keinem Fachkollegen angemessen rezensiert werden.
Mannhardts Suche nach den Zusammenhängen zwischen der lebendigen Volkstradition einerseits und frühgeschichtlichen Götterlehren andererseits bestimmte hinfort, trotz wachsender Gegenstimmen, weitgehend die Brauch- und Glaubensforschung bis weit ins 20. Jahrhundert. Vor allem der Brite James Frazer betonte, dass sein Hauptwerk, The Golden Bough („Der goldene Zweig“), ohne die Forschungen Mannhardts über die Wald- und Feldkulte nicht denkbar gewesen wäre. Insofern blieb Mannhardt der aus der Romantik stammenden „Mythologischen Schule“ verhaftet. Andererseits war Mannhardts Forschungsrichtung, wie die Volkskundlerin Ingeborg Weber-Kellermann gezeigt hat, im Ansatz sehr modern, denn er bekannte sich im Gegensatz zu anderen Volkskundlern und Mythenforschern zur empirischen Feldforschung und zur vergleichenden Methode.

## Letzte Lebensjahre
Die erhoffte Anerkennung und die damit verbundene akademische und gesellschaftliche Stellung blieben aus, und so finden sich in Mannhardts späten Schriften deutliche Zeichen von persönlicher Verbitterung, teilweise gepaart mit Ausbrüchen von deutschem Nationalismus, so etwa über den Aberglauben, teilweise gehässige und verbitterte Angriffe auf die von ihm vorher so verehrte bäuerliche Bevölkerung. Vor allem die Kaschuben, die slawisch sprechende Volksgruppe im Gebiet um Danzig, wurden Zielscheibe seiner Angriffe.
Im Jahre 1880 erlag Mannhardt einem Herzanfall.

## Schriften
- (zusammen mit Johann Wilhelm Wolf) Beiträge zur deutschen Mythologie. Dieterich, Göttingen u. Leipzig 1852 (Volltext)
- De nominibus Germanorum propriis quae ad regnum referuntur, observationis specimen. Dissertation, Berlin 1857 (Volltext)
- Germanische Mythen. Forschungen. Habilitationsschrift, Berlin 1858 (Volltext)
- Ueber Vampirismus. In: Zeitschrift für deutsche Mythologie und Sittenkunde Bd. 4 (1859), S. 259–282. Nachdruck in: Wilhelm Mannhardt, Jan Ignáz Hanuš: Über Vampirismus. Hrsg. und bearb. von. Detlef Weigt. Superbia, Leipzig 2004, ISBN 3-937554-01-7.
- Die praktischen Folgen des Aberglaubens mit besonderer Berücksichtigung der Provinz Preußen. Deutsche Zeit- und Streitfragen VII.97. Berlin 1878. (Volltext)
- Die Götter der deutschen und nordischen Völker. Berlin 1860. 1. Teil (nur dieser erschienen) (Volltext)
- Die Wehrfreiheit der altpreußischen Mennoniten. Denkschrift. Marienburg 1863.
- Weihnachtsblüten in Sitte und Sage. Duncker, Berlin 1864. Nachdruck: Die Geschichte des Weihnachtsfestes. Leipzig 2010
- Roggenwolf und Roggenhund. Beitrag zur germanischen Sittenkunde. Danzig 1865; 2. verm. Aufl. Danzig 1866,
- Klytia. Sammlung gemeinverständlicher wissenschaftlicher Vorträge Heft 239. Berlin 1875.
- Die Korndämonen. Beitrag zur germanischen Sittenkunde. Berlin 1868. (Volltext)
- Wald- und Feldkulte. 2 Teile. Berlin 1875/1877. (Nachdruck: Olms, Hildesheim 2002, DNB 964701065).
  - Band 1: Der Baumkultus der Germanen und ihrer Nachbarstämme. Berlin 1875 (Digitalisat im Internet Archive).
  - Band 2: Antike Wald- und Feldkulte aus nordeuropäischer Überlieferung. Berlin 1877 (Digitalisat im Internet Archive).

Nach seinem Tod erschienen:
- Gedichte. Mit einer Lebensskizze des Dichters. Danzig 1881.
- Mythologische Forschungen. Aus dem Nachlasse hrsg. von Hermann Patzig (= Quellen und Forschungen zur Sprach- und Culturgeschichte der germanischen Völker. H. 51). Strassburg 1884. (Volltext)
- Letto-Preußische Götterlehre (= Magazin der Lettisch-Literärischen Gesellschaft. 21). Riga 1936 (Nachdruck 1971).